# Pojkband
Ett pojkband, eller en pojkgrupp, är en sorts musikgrupp som enbart består av pojkar i tonåren, eller av unga män. Ibland spelar bandmedlemmarna sina egna instrument, men allt vanligare är att bandmedlemmarna enbart sjunger ackompanjerade av studiomusiker. Ofta är gruppens visuella image en mycket viktig del av bandets framtoning. Musiken ackompanjeras därför ofta av exempelvis dans och koreografi, musikvideor samt idolbilder.
The Monkees, som bildades 1966, brukar räknas som en av de första pojkbanden men det första pojkbandet var The Temptations, som bildades så tidigt som musikåret 1960. Fenomenet med pojkband hade dock sin hittills främsta storhetstid under 1990-talet och början av 2000-talets första decennium, då grupper som exempelvis East 17, New Kids on the Block, Take That, A1, Five, 'NSYNC, 98 Degrees, Backstreet Boys och Westlife blev populära. Fram till ungefär 1990 kallades det inte pojkband utan "manlig vokalgrupp" eller "hep-stämsånggrupp".
Termen "band" syftar egentligen inom musiken på en grupp som själva spelar instrument (till exempel dansband eller storband). Eftersom få pojkband gör det så har termen "pojkband" ofta kritiserats som missvisande. På tyska har man istället valt termen "Boygroup".

### Fotnoter
1. ↑  http://didyouknow.org/boybands/